# Бобињи (Златна обала)
Бобињи (фр. Baubigny) насеље је и општина у источном делу централне Француске у региону Бургоња, у департману Златна обала која припада префектури Бон.
По подацима из 2011. године у општини је живело 220 становника, а густина насељености је износила 21,34 становника/km². Општина се простире на површини од 10,31 km². Налази се на средњој надморској висини од 450 метара (максималној 566 m, а минималној 313 m).

## Демографија
| 1962. | 1968. | 1975. | 1982. | 1990. | 1999. | 2011. |
| ----- | ----- | ----- | ----- | ----- | ----- | ----- |
| 180   | 198   | 164   | 202   | 221   | 252   | 220   |

График промене броја становника у току последњих година